# Podríem fer-ho millor
Podríem fer-ho millor fou un magazine radiofònic que emeté la ràdio pública valenciana À Punt des de setembre de 2019.
El programa compta amb col·laboracions com les del periodista Juan Nieto, els humoristes Saray Cerro o els creadors de contingut en xarxes socials Lluís Mosquera i Fran Tudela Cabra Fotuda.
Durant la primera temporada (setembre 2019-juny 2020) el programa era d'emissió diària en horari de vesprades (de 15:30 a 17:00 hores) i va ser conduït pel youtuber Carles Caparrós Korah amb un equip d'humoristes i col·laboradors que anteriorment havien presentat a la mateixa emissora el programa nocturn Sessió golfa com el beatboxer Fredy Beats, Tio Miguel, Dario, Rubén Aparisi i Maria Juan. En els 195 programes enregistrats durant aquesta temporada passaren pel programa personatges com Paco Arévalo que va participar en el programa inaugural provocant polèmica a les xarxes socials per les seues declaracions en que blanquejava el franquisme de les quals el programa es va desmarcar. També hi passaren pels estudis d'À Punt Lory Money, Samantha Gilabert o Ibai Llanos.
A partir de setembre de 2020 el programa passa a ser presentat per la humorista Maria Juan i a emetre's els matins dels caps de setmana.
El 2021 va rebre el premi al millor contingut audiovisual dels III Premis Tresdeu que atorga la revista del mateix nom en què votaren online 70.000 persones per a la tria dels reconeixements.
A partir del setembre de 2022 Susa Calafat i Ramir Calvo agafen el relleu al capdavant del programa. Calvo deixà el programa el juny 2024 i fou substituït per Guillem Lisarde.
A inicis de 2025 el programa renova presentadors i Mireia Llinares i Diego Varea que prenen el relleu però poc després, amb l'entrada de la nova direcció d'À Punt, s'anuncia la supressió de diversos programes de la ràdio i la televisió, entre ells el magazine Podríem fer-ho millor!
El programa fou molt actiu a les xarxes gràcies a la gran feina dels seus grans CM, Agustí Panollo fins a juny de 2024 i Edu Dalton en la darrera etapa.